# 붕붕차차
《붕붕차차》(일본어: ぶぶチャチャ)는 일본의 애니메이션 작품이다. 1999년 4월 8일부터 11월 25일까지 1기, 2001년 5월부터 11월까지 2기로 NHK에서 방영종료되었다.
대한민국의 KBS 2TV 프로그램 중 동화나라 꿈동산과 더빙판으로 방영 종료되었다.

### 줄거리
「붕붕차차」는 차가 된 개와 그 친구 쥬의 이야기. 무대는 기적이 일어난 거리 그린힐타운. 쥬가 3살의 생일을 맞이했을 때, 차에 치일 뻔한 쥬를 도우려고, 개의 차차는 죽어서 하늘의 별이 되어버렸다. 그러나 쥬가 있는 곳으로 돌아가고 싶었던 차차는 자동차 장난감이 되어 돌아온 것이다. 그리고 이 기적은 쥬와 차차의 둘만의 비밀이 되었다.

## 등장인물
- 보쿠(쥬)

- 차차 쵸

- 해설

- 보쿠 아빠

- 보쿠 엄마

- 미나(캐서린)

- 수지(마리) : 쥬의 옆집 친구인 또래 여자아이

- 사라

- 닉

- 테리

- 어흥 아저씨 : 쥬에게 항상 무섭게 "어흥"이라고 겁을 준다.

- 하마 아저씨 : 하마 영혼이 들어간 큰 트럭

- 블루 : 보쿠의 아빠가 어린시절 갖고 놀던 로봇

- 팡 : 보쿠의 아빠가 어린시절 갖고 놀던 작은 자동차

### 일본판
- 사사모토 유코 - 보쿠
- 스즈키 타쿠마 - 보쿠 아빠
- 타나카 아츠코 - 보쿠 엄마
- 타카다 유미 - 미나(보쿠의 사촌 누나.)
- 카와타 타에코 - 수지
- 하야미 유우 - 사라
- 니시무라 토모히로 - 닉
- 사카구치 코이치 - 테리
- 아리모토 킨류 - 어흥 아저씨 하마 아저씨

## 목소리 출연
- 정미숙, 이자명 - 쥬
- 배한성, 이인성- 차차
- 김일, 이장우 - 해설
- 오인성, 김정은 - 쥬 아빠
- 이주희 - 쥬 엄마
- 이용신 - 캐서린
- 양정화 - 마리, 사라
- 김일, 위훈 - 닉
- 이용순, 이용신 - 테리, 팡(작은 자동차)
- 무정 - 어흥 아저씨
- 오인성 - 하마 아저씨
- 무정 - 블루(로봇)

### 주제가 제작
- 붕붕차차 붕붕차차할수밖에없잖아 양정화
- 붕붕차차 붕붕차차할수밖에없잖아 이예은 이용신
- 붕붕차차 다리를건너자 양정화

### 제작진
- 오케야 아키라, (츠노 고지 음악) - 원작
- 아미노 테츠노 - 감독
- 노자와 카츠히코 - 프로듀서
- 애니메이션 제작 - 다우네
- NHK, KBS - 기획
- 다우메 - 제작